# Елисеев, Евгений Александрович (1952)
Елисеев Евгений Александрович (род. 24 декабря 1952, Коркино, Челябинская область) — советский и российский государственный, комсомольский, партийный и общественный деятель. Заслуженный экономист Российской Федерации (2001). Доктор экономических наук, профессор.

## Биография
Евгений Александрович Елисеев родился  24 декабря 1952 года в городе Коркино Челябинской области.
В 1970 году окончил среднюю школу № 9 города Коркино и поступил на экономический факультет Курганского машиностроительного института, который окончил в 1975 году по специальности «Экономика и организация промышленности и автомобильного транспорта». После института трудился старшим инженером, начальником отдела автотранспортного предприятия в родном городе.
В 1977 году избран первым секретарём Коркинского горкома ВЛКСМ.
В 1980 году стал заведующим промышленно-транспортным отделом Коркинского горкома КПСС.
В 1984 году избран первым заместителем председателя исполнительного комитета Коркинского городского Совета народных депутатов.
В 1985 году уезжает в Челябинск, где становится инструктором Челябинского областного комитета КПСС.
В 1987 году поступил в аспирантуру Академии общественных наук при ЦК КПСС. Защитил кандидатскую диссертацию на тему: «Социальная функция управления социалистическим предприятием». 
В 1990—1991 годах — заместитель председателя Комитета экономики Челябинского облисполкома.
В 1991—1994 годах — заместитель главы администрации Челябинска — председатель Комитета по экономике.
В 1994 году назначен первым заместителем главы города Челябинска, в это же время защитил докторскую диссертацию. в январе 1995 года Е. А. Елисеев был уволен с должности вице-мэра в связи с подозрениями в коррупции и хищениях. В октябре 1995 года был восстановлен на работе по решению суда с выплатой денежной компенсации в размере 16 млн рублей.
В 1998 году защитил докторскую диссертацию на тему: «Управление социально-экономическим развитием миллионного города».
В 1999 году присвоено звание профессора кафедры экономики и управления Челябинского государственного университета.
С 2000 года член Совета Российской объединенной социал-демократической партии (РОСДП, партия М. С. Горбачёва).
29 марта 2001 года назначен членом Совета Федерации Федерального Собрания Российской Федерации от Правительства Челябинской области. 8 июня 2005 года его полномочия были подтверждены на новый срок.
- С мая 2001 года по январь 2002 года — член Комитета Совета Федерации по вопросам экономической политики.
- С января 2002 года — член Комиссии Совета Федерации по регламенту и парламентским процедурам.
- С января 2002 года по июнь 2005 года — член Комиссии Совета Федерации по Регламенту и организации парламентской деятельности
- С января 2002 года по июнь 2005 года — член Комиссии Совета Федерации по взаимодействию со Счетной палатой Российской Федерации
- С января 2002 года по июнь 2005 года —  член Комиссии Совета Федерации по методологии реализации конституционных полномочий Совета Федерации
- С января по май 2002 года — член Комиссии Совета Федерации по информационной политике
- С мая 2002 года по январь 2003 года — член Комитета Совета Федерации по экономической политике, предпринимательству и собственности
- С января 2002 года по ноябрь 2008 года — член Комиссии Совета Федерации по контролю за обеспечением деятельности Совета Федерации
- С мая 2002 года по июнь 2005 года — заместитель председателя Комиссии Совета Федерации по информационной политике
- С января 2003 года по июнь 2005 года — член Комитета Совета Федерации по бюджету
- С июля 2005 года по февраль 2006 года — член Комиссии Совета Федерации по информационной политике
- С октября 2005 года — член Комитета Совета Федерации по финансовым рынкам и денежному обращению
- С февраля 2006 года — первый заместитель председателя Комиссии Совета Федерации по информационной политике
- С ноября 2008 года — член Комиссии Совета Федерации по физической культуре, спорту и развитию олимпийского движения.

20 июля 2004 года на учредительном собрании первичного отделения партии «Единая Россия» Центрального района Челябинска был избран секретарем Совета отделения. 26 февраля 2005 года был отстранен от должности. Президиум Генерального совета ВПП «Единая Россия» отменил решение челябинского регионального и челябинского местного политсоветов партии об отстранении Евгения Елисеева от руководства организации ЕР в Челябинске.
26 мая 2010 года членом Совете Федерации Федерального Собрания Российской Федерации стал Руслан Усманович Гаттаров. Евгений Елисеев стал советником председателя Совета Федерации Федерального Собрания Российской Федерации  Сергея Михайловича Миронова.
Дальнейшая судьба неизвестна.

## Научные труды
Автор более 40 научных публикаций, 3 монографий по экономике и стратегии управления.
Председатель редакционно-издательского совета энциклопедии «Челябинск», заместитель председателя редакционно-издательского совета энциклопедии «Челябинская область».
- Елисеев, Е. А. Миллионный город: «Прорыв» в XXI век. — Челябинск, 1999. — 351 с. — ISBN 5-7135-0137-X.
- Стратегия социально-экономического развития Челябинска / В. М. Тарасов, Е. А. Елисеев. — Челябинск: Экодом, 1998. — 88 с. — ISBN 5-86178-094-3.

## Награды и звания
- Заслуженный экономист Российской Федерации, 2001
- Почётная грамота Совета Федерации
- Орден преподобного Сергия Радонежского (?) степени, 2000
- Победитель конкурса «Человек года» в номинации «Научная деятельность», 2001, Челябинск
- Член-корреспондент Академии гуманитарных наук РФ, 2000
- Действительный член Академии российских энциклопедий, 2000

## Семья
Отец Александр Елисеев, мать Ольга Васильевна.
Евгений Елисеев женат, вторая жена Татьяна (первая жена умерла, когда сыну Евгению было 18 лет), в семье двое детей:
- Сын Евгений (род. 1 мая 1978, Коркино) — кандидат экономических наук, первый заместитель главы Минпрома Челябинской области (с февраля 2014 года).
- Дочь

У Е. А. Елисеева есть старшие сестра и брат.